# Estola fuscopunctata
Estola fuscopunctata là một loài bọ cánh cứng trong họ Cerambycidae.